# Maison de la Culture du 25 avril
La Maison de la Culture du 25 avril (4.25 문화회관) est un théâtre situé à Pyongyang, capitale de la Corée du Nord. Située rue Pipha dans le district de Moranbong et construite en 1974-1975 pour accueillir l'enseignement militaire, elle s'appelait à l'origine Maison de la culture du 8 février. Ce bâtiment à colonnades classique est considéré comme l'un des meilleurs exemples du monumentalisme socialiste des années 1970 en Corée du Nord, l'autre étant le théâtre d'art Mansudae (en), au style similaire.
Elle a accueilli de nombreux événements historiques, depuis les 6ème, 7ème, et 8ème congrès du Parti du travail de Corée, jusqu'à la rencontre historique de Kim Jong-il avec le président de la Corée du Sud, Roh Moo-hyun, en 2007.

## Construction
Un site de 12,4 hectares est dégagé et la construction proprement dite du bâtiment du théâtre commence en avril 1974. Le bâtiment mesure 105 mètres de large sur la façade, 176 mètres de profondeur et s'élève à une hauteur de près de 50 mètres. Il contient deux grandes salles de 6 000 places et 1 100 places respectivement avec une salle de cinéma de 600 places. Ses plus de 80 000 m² de surface au sol abritent quelque 600 autres salles de travail aux théâtres. Le bâtiment ouvre ses portes le 7 octobre 1975,.

## Nom
Le bâtiment tel que proposé s'appelait à l'origine « maison de la culture du 8 février », en hommage à la date de la fondation officielle en 1948 de l'armée populaire de Corée. Il est ouvert sous ce nom et le sixième congrès du Parti du travail de Corée s'y est tenu du 10 au 14 octobre 1980. Après le congrès, le bâtiment est parfois appelé « palais des congrès », cependant, par la suite, le nom est changé en « maison de la Culture du 25 avril », date de fondation de l'armée de résistance contre les Japonais, afin de refléter le lien historique et la continuité avec l'armée nord-coréenne. Le jour de la fondation de l'armée est modifié en 1978 du 9 février au 25 avril, jusqu'en 2015, année durant laquelle il est fixé à la date du 8 février.

## Utilisation
La Maison de la Culture du 25 avril abrite le Bureau de composition culturelle et artistique du 25 avril, qui est chargé d'organiser les événements culturels majeurs de l'armée nord-coréenne, notamment des conférences internationales et des funérailles nationales. En plus des réunions d'éducation militaire, de remises de médailles et de solidarité, et des cérémonies officielles d'État et des réunions de parti telles que les 6ème et 7ème congrès du Parti du travail de Corée,, les théâtres de la Maison de la Culture du 25 avril sont utilisés pour des événements culturels tels que des représentations de l'ensemble de l'armée nord-coréenne ou du groupe Moranbong.
Le bâtiment est rarement visité par les touristes.

## Dans la culture nord-coréenne
Le service postal nord-coréen émet un timbre le 7 octobre 1976, principalement à usage national, représentant le nouveau bâtiment de l'époque,.